# Teranos
Teranos (енгл. Theranos) je bila američka privatna korporacija u oblasti medicinskih usluga. Osnovala ju je 2003. godine 19-godišnja Elizabet Holms. Ova kontroverzna kompanija je postigla veliki uspeh zahvaljujući svojim brzim testovima krvi za koje su bile potrebne male količine krvi i koji su mogli biti izvršeni brzo zahvaljujući automatizovanim uređajima za obradu tih testova koje je kompanija razvila. Teranos je svoj vrhunac dostigao u 2013. i 2014. godini kada je vrednost kompanije procenjena na 10 milijardi dolara. Prekretnica se desila 2015. godine, kada su profesor medicinskih istraživanja Džon Joanidis, a kasnije i Elefterios Dijamandis, zajedno sa istraživačkim novinarom Džonom Karejruom iz časopisa „“, doveli u pitanje validnost Teranosove tehnologije. Kompanija se suočila sa nizom pravnih i komercijalnih izazova od strane medicinskih vlasti, investitora, državnih tužilaca, bivših poslovnih partnera, pacijenata i drugih.  Na kraju se ispostavilo da je cela priča oko testova lažna, pa je u 2018. godini kompanija proglasila bankrot, a rukovodiocima se sudi.

## Istorijat

### Ideja
Tokom svoje prve godine na Stanfordu 2003. godine, Elizabet Holms je razvila ideju o stvaranju flastera koji bi testirao mikroskopske uzorke krvi na zarazne bolesti i dozirao antibiotike za lečenje. Čak je podnela neophodnu papirologiju za dobijanje patenta. Ubrzo kasnije, ovo je dalo povoda za poslovnu ideju Teranosa prema kojoj se od pacijenata više ne bi trebalo tražiti da predaju nekoliko epruveta punih krvi za testiranje krvi. Umesto toga, samo nekoliko kapi trebalo bi da bude dovoljno da se traže markeri holesterola, dijabetesa, raka i niza drugih bolesti. Uzorci su uzeti specijalno dizajniranom olovkom za prikupljanje krvi (slično načinu na koji dijabetičari mere nivo šećera u krvi) i analizirani u specijalno razvijenom mini laboratorijskom uređaju kompanije „Edison“. Teranos je obećao da će analize krvi učiniti lakšim, bržim i jeftinijim. Pacijenti bi imali koristi ne samo od manje bolne procedure, već i od jeftinijih testova koji se trenutno mogu pokazati skupim prema američkom zdravstvenom sistemu. Čineći to, kompanija bi izazvala lidere na američkom tržištu kao što su „Labcorp“ i „Quest Diagnostics“, koji koriste epruvete krvi za testove dok rezultati traju nekoliko dana.  Poslovna ideja  Elizabet Holms obećavala je milijarde u prodaji.

### Uspon
Nakon što je napustila Stanford, Holms je novac koji su njeni roditelji uštedeli za njeno obrazovanje koristila kao početni novac za Teranos. Uverila je svog profesora sa Stanforda, Čeninga Robertsona u svoju ideju i regrutovala ga za prvog člana odbora. Robertson je povezao Holmsovu sa investitorima i ona je prikupila 6 miliona dolara kapitala do kraja 2004. U početku, kompanija je radila u „stealth modu“ bez korporativne veb stranice ili saopštenja za javnost. Smatra se da je Holms obožavala i oponašala Stiva Džobsa, osnivača „“. Čak je i angažovala je i dizajnere, koji su nekada radili za njega, za dizajn prenosivog analizatora krvi - Edison. Sa ovim imidžom je izašla u javnost 2013. Dve godine kasnije, kompanija je ušla u partnerstvo sa američkim lancem drogerija „Walgreens“ pri čemu bi testovi kompanije bili ponuđeni u više od 40 prodavnica. Holms je obećala da će Teranos testovi krvi uskoro biti dostupni u krugu od 8 milja od svakog američkog domaćinstva. Tvrdila je investitorima i poslovnim partnerima da je američka vojska koristila testove u svojim helikopterima(što je kasnije porekla tek pod zakletvom). Holms je postala medijska zvezda i proslavljena vizionarka, pojavivši se na naslovnoj strani „“, „Forbes“ i „“ magazina. Godine 2015, Teranos je procenjen na 9 milijardi dolara, a Holms je proglašena najmlađom milijarderkom u SAD-u i tako je dospela na listu 100 najuticajnijih ljudi časopisa „“. Iste godine, tadašnji potpredsednik Džo Bajden posetio je laboratoriju Teranos-a u Palo Altu i pohvalio Elizabet kao inspiraciju.

### Partneri
Holms je uspela da okupi moćan krug ljudi oko nje. Kao što je već pomenuto, jedan od njenih prvih i najvažnijih poslovnih partnera bio je profesor sa Stanforda Čening Robertson. Holms je radila u njegovoj laboratoriji, Robertson je postao njen mentor, a ubrzo potom i prvi član odbora u Teranosu. Ekspert za bioinženjering je pomogao kompaniji da stekne naučni kredibilitet spolja i zauzvrat je dobio raskošnu platu. Proveo je značajan period braneći Teranos od kritičnih pitanja i sumnji u efikasnost tehnologije. Ostaje otvoreno pitanje da li je Robertson i sam bio svestan nedostataka. Holms je 2011. godine upoznala bivšeg američkog državnog sekretara Džordža Šulca, a nedugo zatim je i on postao član odbora Teranosa. Uz pomoć njegovih veza, odbor je bio popunjen uticajnim ljudima iz politike i biznisa u narednih nekoliko godina, uključujući bivšeg državnog sekretara Henrija Kisindžera, bivšeg ministra odbrane Vilijama Perija, bivšeg generala Džima Matisa i bivšeg izvršnog direktora „Wells Fargo“ banke Ričarda Kovačevića. Holms je novac za startap dobila od ništa manje poznatih imena: porodica Volton, osnivači „“, uložila je 150 miliona dolara, medijski tajkun Rupert Mardok je uložio više od 120 miliona dolara, dok je bivša sekretarka za obrazovanje Betsi DeVos uložila 100 miliona dolara. Svi su izgubili svoja ulaganja kada je Teranos propao.

### Problemi
Godine 2009, Rameš „Sunčani“ Balvani se pridružio Teranosu. Vodio je računa o svakodnevnim poslovima, ali nije imao znanje o biomedicini i nikada nije radio u tehnološkom start-upu. Zaposleni su brzo shvatili da on ne razume procese i tehnologije u laboratoriji. Zbog svog vatrenog temperamenta, Balvani je brzo postao poznat u kompaniji kao „prisilnik“. Holms je od osoblja i odbora skrivala činjenicu da je u vezi sa Balvanijem. Teranos je tvrdio da može da izvrši brojne testove za indikacije bolesti kao što su dijabetes ili rak sa samo nekoliko kapi krvi. U intervjuima sa osnivačem kompanije, Elizabet Holms, broj testova koji bi navodno mogli da se sprovedu je varirao: često se govorilo o preko 200, a profil kompanije u američkom poslovnom magazinu „Inc.“ 2015. čak je govorio o više od 250. Međutim, „Edison“ – uređaj koji je trebalo da sprovede testove – nije bio u stanju da do kraja ispuni ono što je kompanija obećala, dajući nepouzdane ili lažne rezultate. Samo je test na herpes virus priznat kao pouzdan od strane američke Uprave za hranu i lekove (FDA) tog jula. Da bi mogao da izvrši veliki broj oglašenih testova, Teranos je nabavio opremu  od „“, ali je to bilo sakriveno od pacijenata, poslovnih partnera i investitora. Inspekcija FDA iz 2015. takođe je otkrila nedostatke u testovima koje je Teranos objavio tek nekoliko nedelja kasnije. Zaposleni u laboratoriji su skrenuli pažnju na probleme sa „Edisonom“ i dokumentovali ih u izveštajima o greškama. Rukovodstvo kompanije je ignorisalo te savete. Umesto da se radi na rešenju problema, samo tačni podaci su filtrirani iz rezultata testova u kompaniji i dalje evaluirani. Pogrešni rezultati su ignorisani.  Balvani je navodno vršio pritisak na sumnjive ili kritične zaposlene. Bivši članovi osoblja opisuju kulturu kompanije Teranos kao mešavinu nepoverenja, psihološkog pritiska i laži. Sama Holms je navodno lagala svoje saradnike čak i o manjim detaljima, tvrdeći u imejlovima, na primer, da je van kancelarije iako je još uvek sedela za svojim stolom samo nekoliko stopa dalje. Brojni zaposleni su dali otkaz ili su bili otpušteni ako su postavljali previše pitanja i bili previše radoznali.

## Afera „Testovi krvi“
Početkom 2013. godine, kompanija Teranos je pokrenula revolucionarni projekat u svetu medicine - brzi testovi krvi za koje je potrebna mala doza krvi, a čiji su rezultati navodno mogli biti dostupni za nekoliko sati. Ova ideja naišla je na oduševljenje u medijima, jer bi osoba koja se testira dala samo nekoliko kapi krvi  i na osnovu njih bi se moglo izvršiti preko 30 testova na različite bolesti i viruse, kao i provera antitela i otkrivanje prisustva opijata u krvi. Teranos je za potrebe svoje ideje razvio mašinu - „Edison“ - prenosivi analizator krvi koji je mogao da sprovede sveobuhvatne testove krvi iz jedne kapi krvi izvadjene iz prsta, dok je postojeća tehnologija zahtevala jednu bočicu krvi za svaki sprovedeni dijagnostički test. Sud za prikupljanje krvi koji je analizator koristio nazvan je „nanotainer“. Ovakva inovacija u svetu nauke i tehnologije nije mogla proći neopaženo, te je privukla pažnju investitora koji su smatrali da će moći dobro da zarade investirajući u Teranosov novi projekat. Teranos je ubrzo sakupio oko 724 miliona dolara kapitala od različitih  investitora. Kako je novi Teranosov projekat dobio veliku pažnju investitora tako je privukao i mnoge naučnike. Neki od njih su posumnjali u ovu priču. 
U februaru 2015, profesor sa Stanforda Džon Joanidis napisao je u časopisu Američkog medicinskog udruženja da nijedno recenzirano istraživanje Teranosa nije objavljeno u medicinskoj istraživačkoj literaturi.
U maju 2015. godine, profesor Univerziteta u Torontu Elefterios Dijamandis analizom zaključio da je većina tvrdnji kompanije Teranos „preuveličana“. Tada je i tadašnji potpredsednik SAD, Džo Bajden obišao Teranosove laboratorije. Međutim, ispostavilo se da su  Elizabet Holms i  Rames Balvani napravili lažnu laboratoriju za potpredsednikov obilazak kako bi sakrili prave uslove rada.
U oktobru 2015, novinar Džon Karejru  je još više produbio sumnje izjavom da Teranos koristi tradicionalne načine za testiranje krvi umesto svojih prenosivih analizatora krvi i da bi njihovi uređaji  mogli da daju netačne rezultate. Ključni faktor u razotkrivanju prevare bili su bivši radnik kompanije Teranos - Tajler Šulc, radnik u kompaniji od 2013. do 2014. i unuk tadašnjeg člana upravnog odbora i bivšeg američkog državnog sekretara Džordža P. Šulca, i istraživačica Erika Čueng. Šulc je pokušao da svoju zabrinutost iznese menadžmentu kompanije, a kada to nije uspelo, dao je izjavu za medije i takođe, pod pseudonimom, prijavio kompaniju Ministarstvu zdravlja.
Kompanija je kategorično odbacivala optužbe pod izgovorom da su „činjenično i naučno pogrešne“. „Walgreens“ je suspendovao planove za proširenje centara za testiranje krvi u svojim prodavnicama nakon izveštaja. U to vreme, Klivlendska klinika je objavila da će raditi na verifikaciji Teranosove tehnologije. Kompanija Teranos je na sve načine pokušavala da spreči dalju istragu, šaljući advokate za izvorima u priči, uključujući Šulca, u pokušaju da ih spreči da daju informacije štampi, čak su angažovali firmu da diskretno izbriše spominjanje izveštaja  „“ sa interneta.
Nakon priče objavljivanja priče „“,  FDA - Uprava za hranu i lekove je uključena u istragu. Naime iz minstarstva odbrane SAD stigao je upit da FDA ispita uređaje za testiranje krvi kompanije Teranos.  Na kraju je otkriveno da je FDA klasifikovala Teranosov prenosivi analizator, kao medicinski uređaj klase II, što znači da će Teranos morati da koristi posebne etikete, da ispuni određene standarde performansi i da vrši nadzor uređaja nakon puštanja na tržište. Teranos je tvrdio da je analizator medicinski uređaj klase I i da stoga ne podleže nikakvim regulatornim zahtevima. Nakon inspekcije 2015. godine, Teranos je najavio da će dobrovoljno obustaviti svoje testove, osim testa na herpes(HSV-1) koji je odobrila FDA.
U januaru 2016, Centar za medicinske usluge (CMS) poslao su pismo Teranos-u na osnovu inspekcije laboratorije u Njuarku u Kaliforniji 2015. godine, izveštavajući da je ustanova izazvala „neposrednu opasnost po zdravlje i sigurnost pacijenata”. U martu 2016, CMS regulatori su najavili planove za uvođenje sankcija koje uključuju suspenziju Holms i Balvanija iz posedovanja ili upravljanja bilo kojom sertifikovanom kliničkom laboratorijom na dve godine i da će opozvati sertifikaciju ustanove kao kliničke laboratorije. Do aprila 2016. godine, Teranos je bio pod krivičnom istragom saveznih tužilaca i SEC-a zbog navodnog dovođenja u zabludu investitora i vladinih zvaničnika o svojoj tehnologiji. U maju 2016, Teranos je objavio da je poništio dvogodišnje rezultate svog analizatora. Kompanija je objavila da je oko jedan procenat rezultata testova poništen ili ispravljen na njenim vlasničkim mašinama u junu 2016. godine. Nekoliko nedelja kasnije, „Walgreens“  je formalno prekinuo partnerstvo sa Teranosom. U julu 2016. godine, Theranos je objavio da je CMS opozvao svoj sertifikat o izmenama i dopunama kliničkih laboratorija i izdao sankcije koje zabranjuju vlasnicima i operaterima da poseduju ili upravljaju kliničkom laboratorijom na dve godine. Teranos je najavio da planira da uloži žalbu na odluku regulatora da im oduzme dozvolu za rad laboratorija.  Teranos je najavio da će zatvoriti svoje laboratorije i otpustiti oko 40% zaposlenih. 
U januaru 2017. godine, Teranos je objavio da je otpustio još 41% svoje radne snage,  što je bilo otprilike 155 ljudi, i zatvorio poslednju preostalu ustanovu za testiranje krvi. Ubrzo je usledio niz tužbi na račun kompanije.

## Bankrot
Tokom 2015. firma je bila optužena za neispravnost testova od strane sopstvenih radnika. Lanac drogerija „Walgreens“ je privremeno prestao da radi sa Teranosom. U januaru 2016. godine, nakon nepouzdanih rezultata u otkrivanju razređivača krvi, državni regulator CMS upozorio je da Teranosovi testovi ugrožavaju zdravlje pacijenata. Tri meseca kasnije, organi za sprovođenje zakona i Regulatorna uprava za finansijsku industriju (SEC) počeli su da istražuju Teranos. Balvani, koji je vodio svakodnevne operacije kompanije, napustio ju je. Investitori i partneri tužili su Teranos i slučaj je okončan nagodbom 2017. Početkom 2018. SEC je objavila optužbe protiv Elizabet Holms i njenog poslovnog partnera Balvanija. Navodi se da su optuzeni bili svesni nepouzdanosti proizvoda, ali su tu informaciju sakrili jer su kazne koje su im sledile bile ogromne. Svakome od njih sledila je maksimalna novcana kazna od 250.000 dolara i 20 godina zatvora. Holms je morala da podnese ostavku na mesto generalnog direktora i zabranjeno joj je da vodi kompaniju kojom se trguje na javnom tržištu narednih deset godina. Teranos je ugašen u septembru iste godine. Rukovodioci Teranosa izdali su saopštenje u kojem između ostalog piše da kompanija navodno planira da provede narednih nekoliko meseci vraćajući kredite od svojih preostalih resursa.  Dobili su čak i zajam od 100 miliona dolara od firme „Fortress Investment Group“ kako bi sprečili mogući bankrot. Izvršna direktorka  Elizabet Holms rekla je  akcionarima kompanije da zajam „podleže postizanju određenih proizvodnih i operativnih prekretnica“.  Uprkos svom trudu i zalaganjima Teranos nije uspeo da spreci propast i bankrot firme izazvan upravo svojom krivicom.

## Sudski proces
U martu 2018.  Elizabet Holms i  Rameš Balvani, su optuženi da su bili uključeni u „razrađenu, višegodišnju prevaru“. Holms je postigla nagodbu sa američkom Komisijom za hartije od vredosti prema kojoj se od nje zahtevalo da plati 500.000 dolara, odustane od 19 miliona dolara vrednih akcija kompanije i da joj bude zabranjeno da bude na liderskoj poziciji u bilo kojoj javnoj kompaniji deset godina. Balvani se nije nagodio.
U februaru 2021. savezni tužioci ponovo su optužili su Holmsovu, ali  i druge rukovodioce. Optuženi su za uništavanje dokaza. Specifičan dokaz o kom je reč je istorija internog testiranja, koja uključujuje tačnost i stope neuspeha sistema za testiranje krvi.
U januaru 2022. nakon priznanja krivice, porota je proglasila Elizabet Holms krivom po četiri od 11 tačaka optužnice: jednoj tački za zaveru radi prevare investitora i tri tačke za sajber prevaru protiv investitora. Za svaku tačku predviđena je maksimalna zatvorska kazna od 20 godina. Suđenje Balvaniju još uvek traje.

## Knjige i dokumentarci
Knjiga Loša krv: Tajne i laži u startupu u Silicijumskoj dolini koju je objavio Džon Karejru, novinar koji je učestvovao u razotkrivanju prevare vezane za kompaniju Teranos. Premijera filma rađenog po ovoj knjizi planirana je za 2022. 
Knjiga Fasada od milijardu dolara: Uspon i pad Teranosa i Elizabet Holms koju je napisao Fil C. Senior.
Dokumentarni film Izumiteljka: Krvopija u Silicijumskoj dolini iz 2019. godine koji je režirao Aleks Gibni. 

## Spoljašnje veze
- Zvanični sajt (arhivirano)
- Registrovani patenti[мртва веза]
- Elizabet Holms - Intervju,  preko , Jun 3, 2015.
- Uspon i pad Elizabet Holms, Sara Ešli O'Brajan. CNN Business. Januar 4, 2022.